# Hafen von Metz

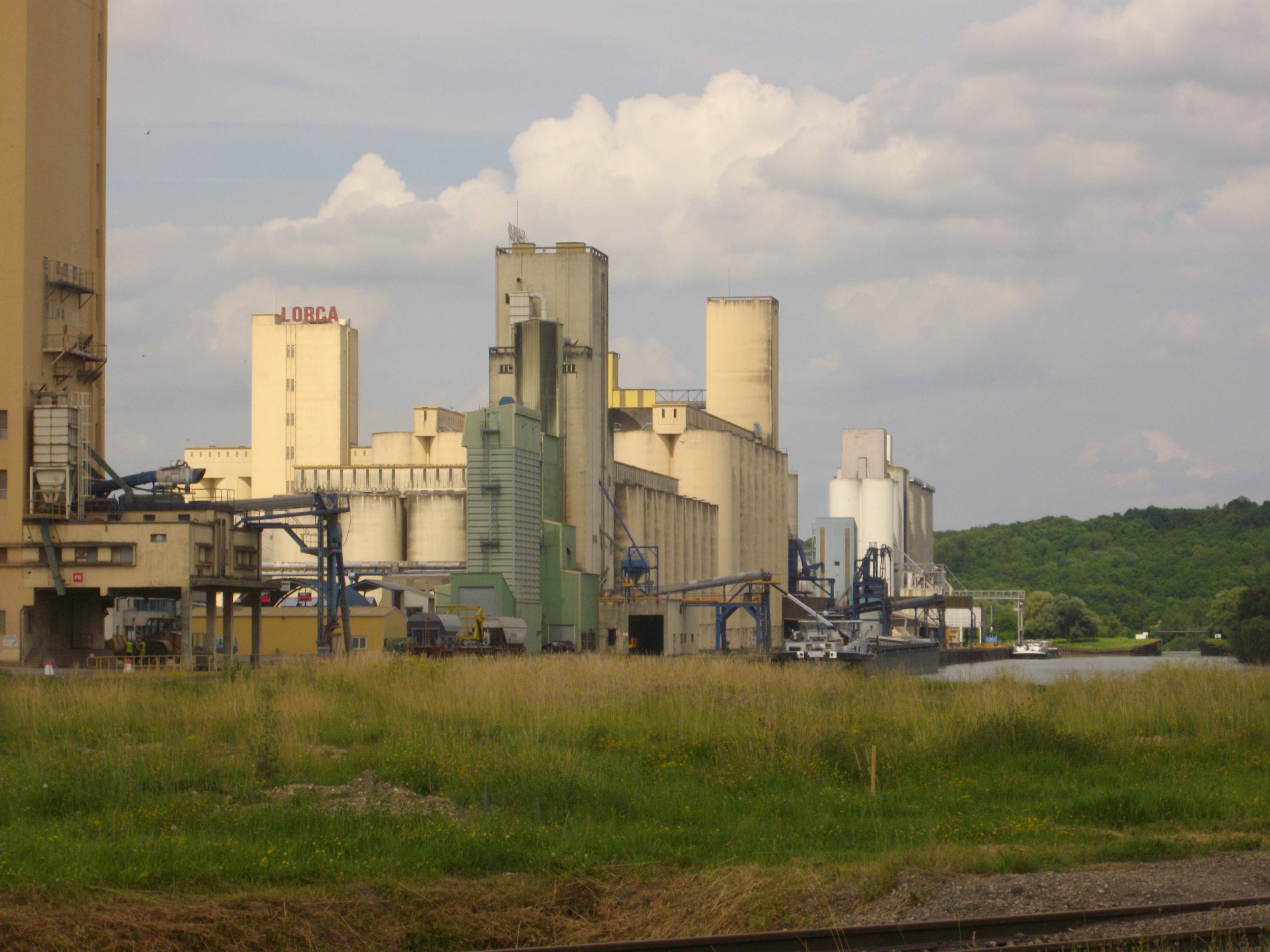
Hafen von Metz, 2013

Der neue Hafen von Metz ist ein Binnenhafen an der Mosel.
Er ist der größte französische Getreide-Binnenhafen und der sechstgrößte französische Binnenhafen.
Er ist einer von sieben französischen Flusshäfen an der Mosel und der größte französische Umschlagplatz für Getreide und landwirtschaftliche Produkte.

## Lage
Der Hafen befindet sich am linken Ufer der Mosel bei km 294,500.
Die Bahnstrecke zum Rangierbahnhof in Woippy (Gare de triage de Woippy) im Norden von Metz beträgt 10 Kilometer. Der Hafen hat eine Nord-Süd-Anbindung an die Autobahn (A31) und eine Ost-West-Anbindung an die (A4).
Das Hafengelände hat eine Fläche von 100 Hektar. Die Länge des Kais beträgt 1 200 Meter.

## Geschichte
1967 wurde in Metz ein Hafen eingerichtet, über den ursprünglich Erze aus den Lothringischen Gruben exportiert werden sollten, der für diesen Zweck aber nie genutzt wurde, da die Minen in Lothringen nach und nach stillgelegt wurden. 1967 erhielt der Hafen den Namen Nouveau Port de Metz. Der Hafen diente zunächst dem Umschlag von Stahlprodukten. Schiffe bis zu 1500 Tonnen konnten anlegen. 1985 wurden neue Silos installiert. 
Durch die Folgen des Klimawandels mit sinkenden Wasserständen in der Mosel kam der Hafenbetrieb um die 2020er Jahre fast zum Erliegen, anstatt Schiffe mit der Ladekapazität von maximal 2 500 Tonnen konnten nur noch Schiffe mit 900 Tonnen Ladegewicht abgefertigt werden. Der Getreideexport musste stattdessen über die Straße oder die Schiene abgewickelt werden.